# Obwód nowosybirski

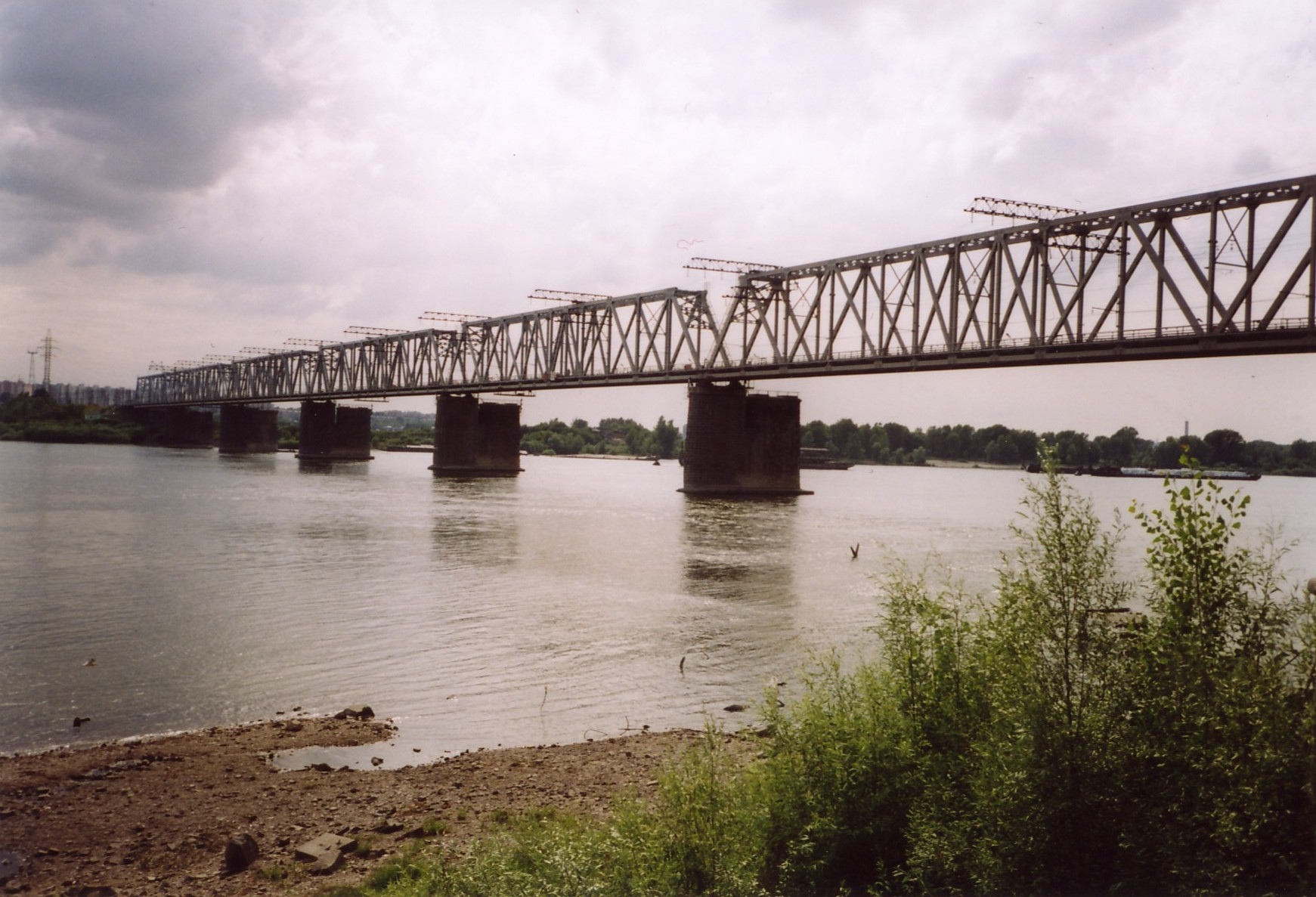
Ob w Nowosybirsku

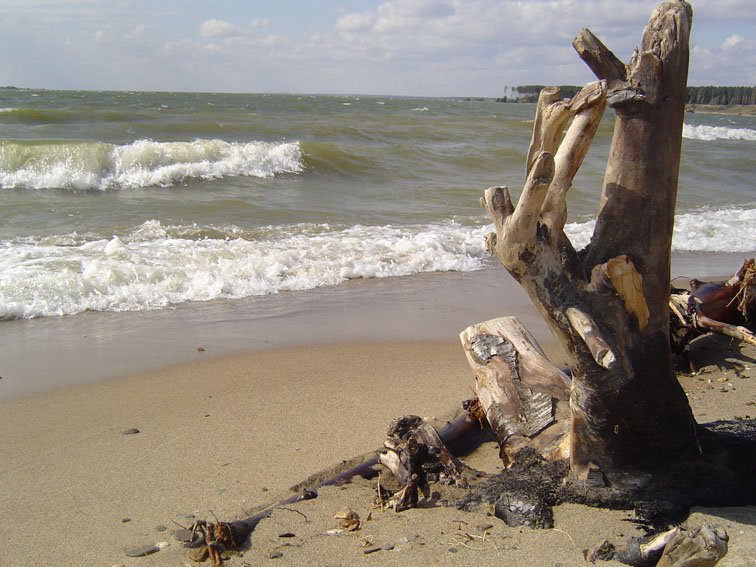
Zbiornik Nowosybirski

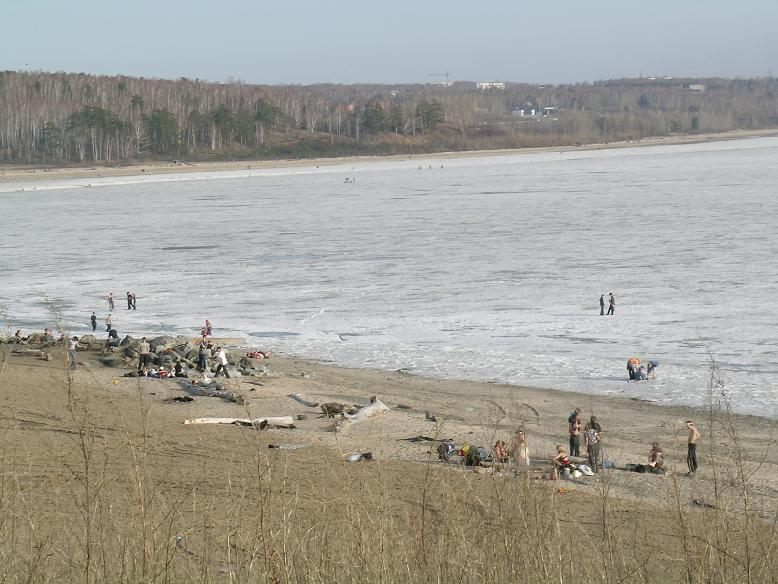
Zbiornik Nowosybirski

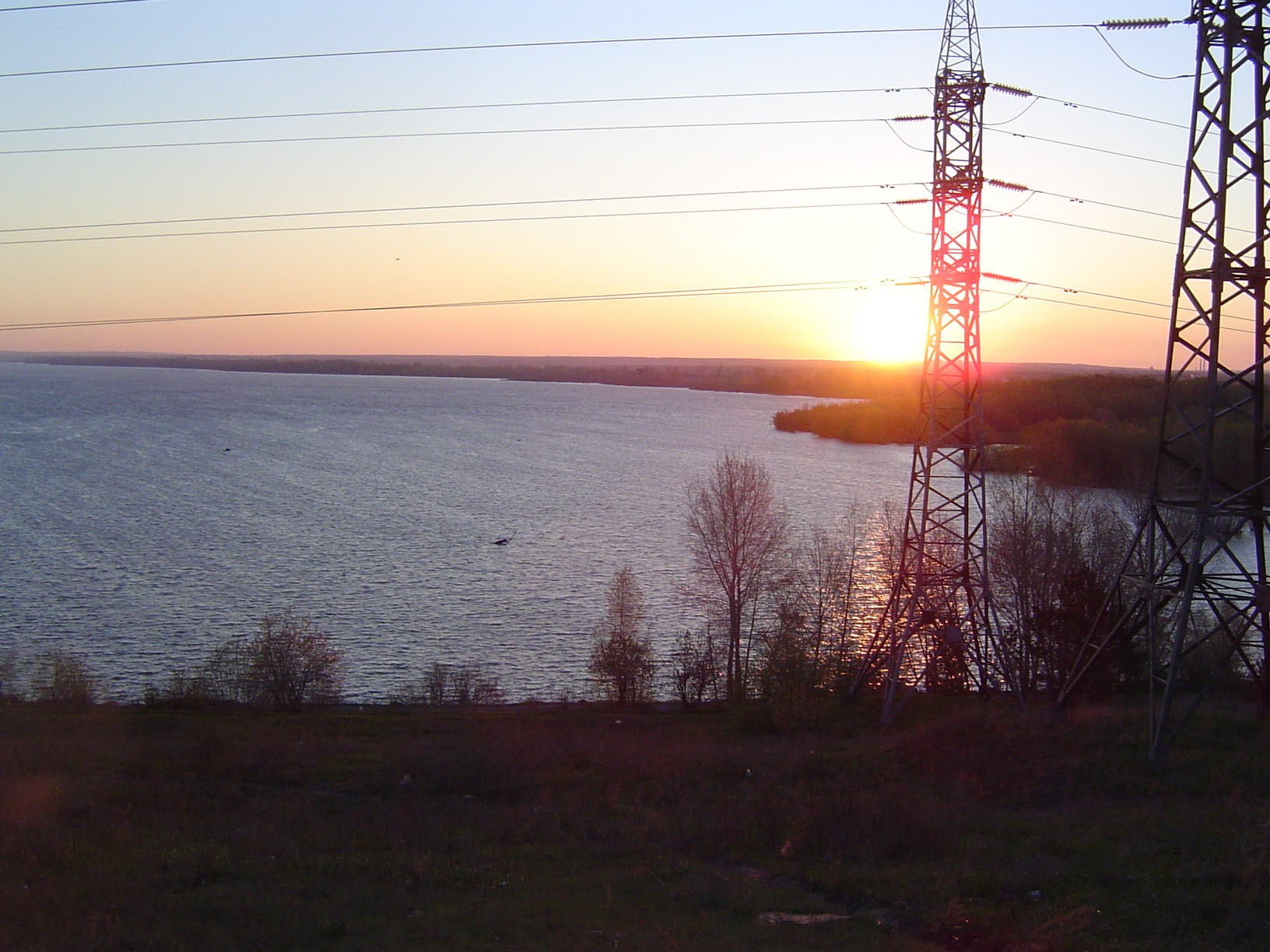
Rzeka Ob

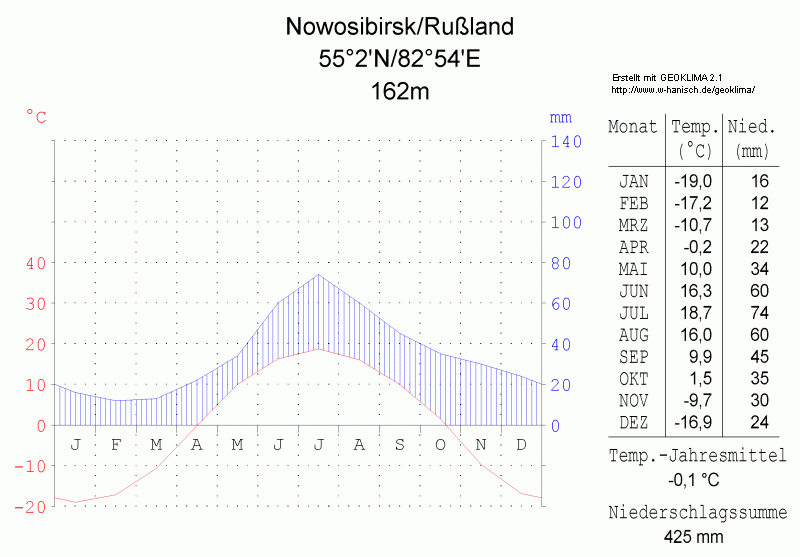
Diagram pokazujący klimat regionu na przykładzie wartości temperatury i opadów w stolicy – Nowosybirsku

Obwód nowosybirski (ros. Новосибирская область) – jednostka administracyjna Federacji Rosyjskiej położona w południowo-zachodniej Syberii.

## Geografia

### Położenie i powierzchnia
Obwód nowosybirski położony jest w południowo-zachodniej Syberii, na obszarze Niziny Zachodniosyberyjskiej. Od północy graniczy z obwodem tomskim, na południowym zachodzie z Kazachstanem, na zachodzie z obwodem omskim, na południu z Krajem Ałtajskim, a na wschodzie z obwodem kemerowskim.
Obwód nowosybirski zajmuje powierzchnię 178,2 tys. km², co stanowi 1% całej powierzchni Federacji Rosyjskiej.
Maksymalna rozciągłość kraju z północy na południe to 444 kilometry, a ze wschodu na zachód 642 kilometry.

#### Struktura powierzchni
Największą część powierzchni obwodu – około 48% – stanowią grunty orne. Kolejne miejsce zajmują lasy: 21,76%. Pozostały obszar to stepy i lasostepy, bagna, łąki, obszary rzek i zbiorników wodnych oraz nieużytki.
Pierwotną roślinność obszaru obwodu nowosybirskiego stanowiła tajga (północne lasy iglaste), która na południu stopniowo przechodziła w lasostep.

### Stosunki wodne
Głównymi rzekami region są Ob i Om. Oprócz nich znajduje się tutaj wiele mniejszych cieków wodnych, m.in. Zababuricha, Inia, Karasuk, Kargat, Uj, Czułym, Bierd itd.
Na terenie obwodu znajduje się około 3000 jezior, zwykle niewielkich. Zbiorniki te są różnego pochodzenia; część z nich zawiera wodę słoną, a część jest słodkowodna. Największymi z tych jezior są m.in. Czany i Sarłan. Na terenie obwodu na rzece Ob, dzięki zbudowanej zaporze połączonej z elektrownią wodną powstało wielkie sztuczne jezioro – Zbiornik Nowosybirski – zwane przez miejscowych Morzem Obskim.
Północ i północny zachód obwodu zajmuje południowa część jednych z największych na świecie bagien – Błot Wasjugańskich.

### Klimat
Na terytorium obwodu panuje klimat umiarkowany typu kontynentalnego. Charakteryzuje się on ciepłym i dość długim latem oraz długą, mroźną i mało śnieżną zimą.
Średnia temperatura roczna to +0,2 °C, jednak istnieją wielkie różnice w tym względzie między latem a zimą. W styczniu przeciętnie jest od −16 °C na południu do nawet −20 °C w rejonach północnych. Najniższa zanotowana kiedykolwiek temperatura to –51 °C. Średnia temperatura powietrza w lipcu waha się w zależności od regionu od +18 do +20 °C, zaś najwyższa zanotowana temperatura to +37 °C.
Przymrozki zwykle pojawiają się już w drugiej połowie września i trwają na ogół aż do końca maja. Długość okresu bezprzymrozkowego to około 120 dni.
W obwodzie rocznie pada około 425 mm opadów, głównie w postaci deszczu. 330 mm opadów przypada na ciepłą połowę roku (od kwietnia do października), a tylko 95 mm – na okres zimowy (od listopada do marca). Najbardziej deszczowym miesiącem jest maj, w ciągu którego spada 20% całorocznych opadów.
Na terenie obwodu zwykle przypada 86 dni bezchmurnych i 67 z całkowitym zachmurzeniem.

## Demografia
W obwodzie nowosybirskim żyje 2 649 900 osób (2006). Ponad połowa populacji (1 425 508 osób, 2002) zamieszkuje Nowosybirsk, stolicę regionu, który jest trzecim co do wielkości miastem Rosji.
Gęstość zaludnienia w obwodzie wynosi 14,9 os./km² (2005), zaś poziom urbanizacji to 75,1%.

### Wyznania
Zdecydowana większość ludności obwodu wyznaje prawosławie. Po okresie ateizacji w czasach ZSRR pozostała duża liczba niewierzących. Z mniejszości wyznaniowych żyją tutaj m.in. muzułmanie, protestanci i katolicy.

### Narodowości
Główną grupą narodowościową w obwodzie są Rosjanie, stanowiący 93% populacji.
Skład etniczny populacji regionu według wyników spisu powszechnego z 2002 roku wygląda następująco:
- Rosjanie – 2 504 147
- Niemcy – 47 275
- Ukraińcy – 33 793
- Tatarzy – 27 874
- Kazachowie – 11 691
- Białorusini – 8380
- Ormianie – 7850
- Azerowie – 7366
- Czuwasze – 4147
- Żydzi – 3322
- Cyganie – 2835
- Tadżycy – 2784
- Mordwini – 2608
- Koreańczycy – 2154
- Uzbecy – 2047
- Jezydzi – 1987
- Maryjczycy – 1661
- Gruzini – 1417
- Estończycy – 1399
- Polacy – 1288
- Baszkirzy – 1104

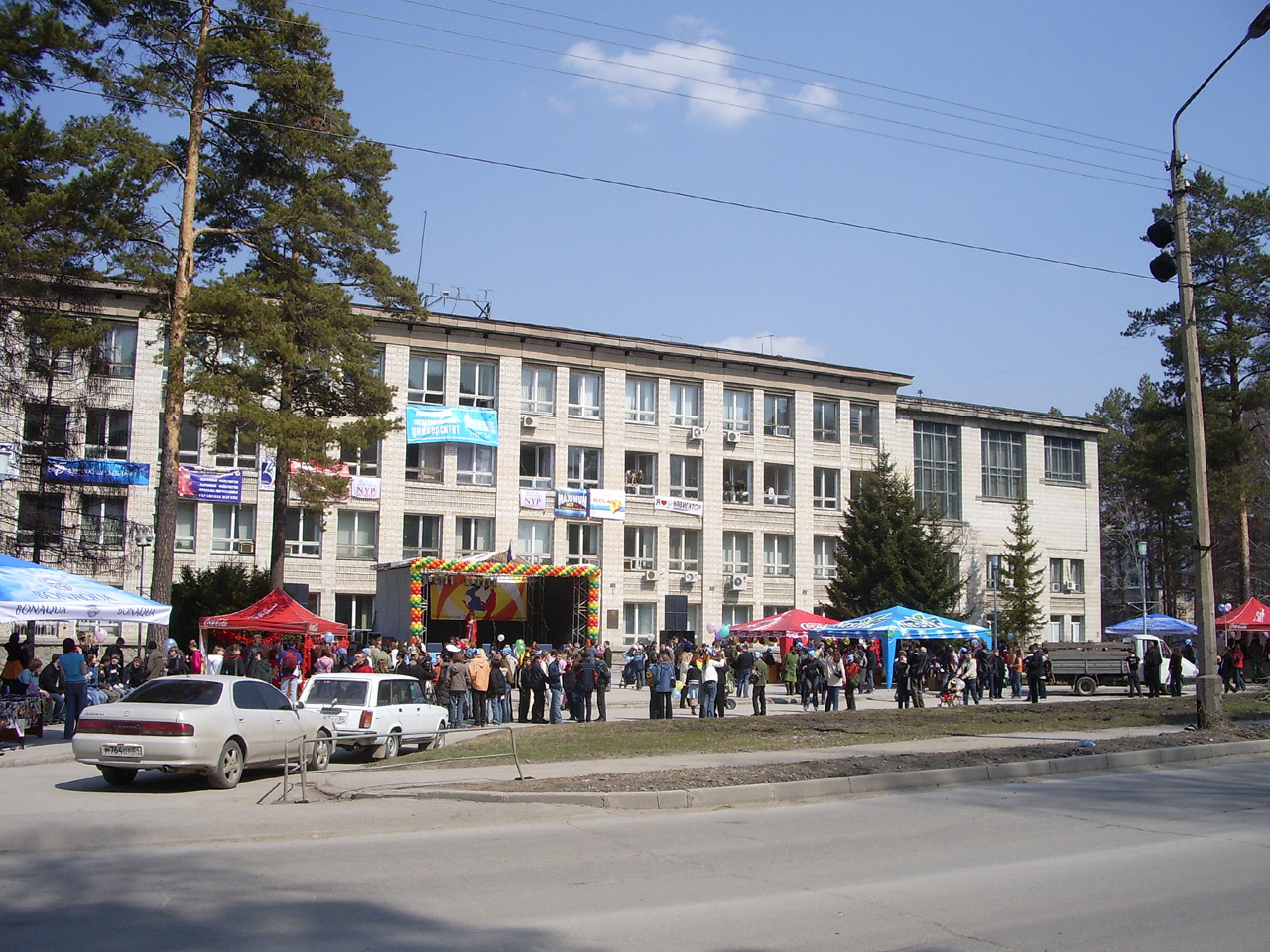
Uniwersytet w Nowosybirsku

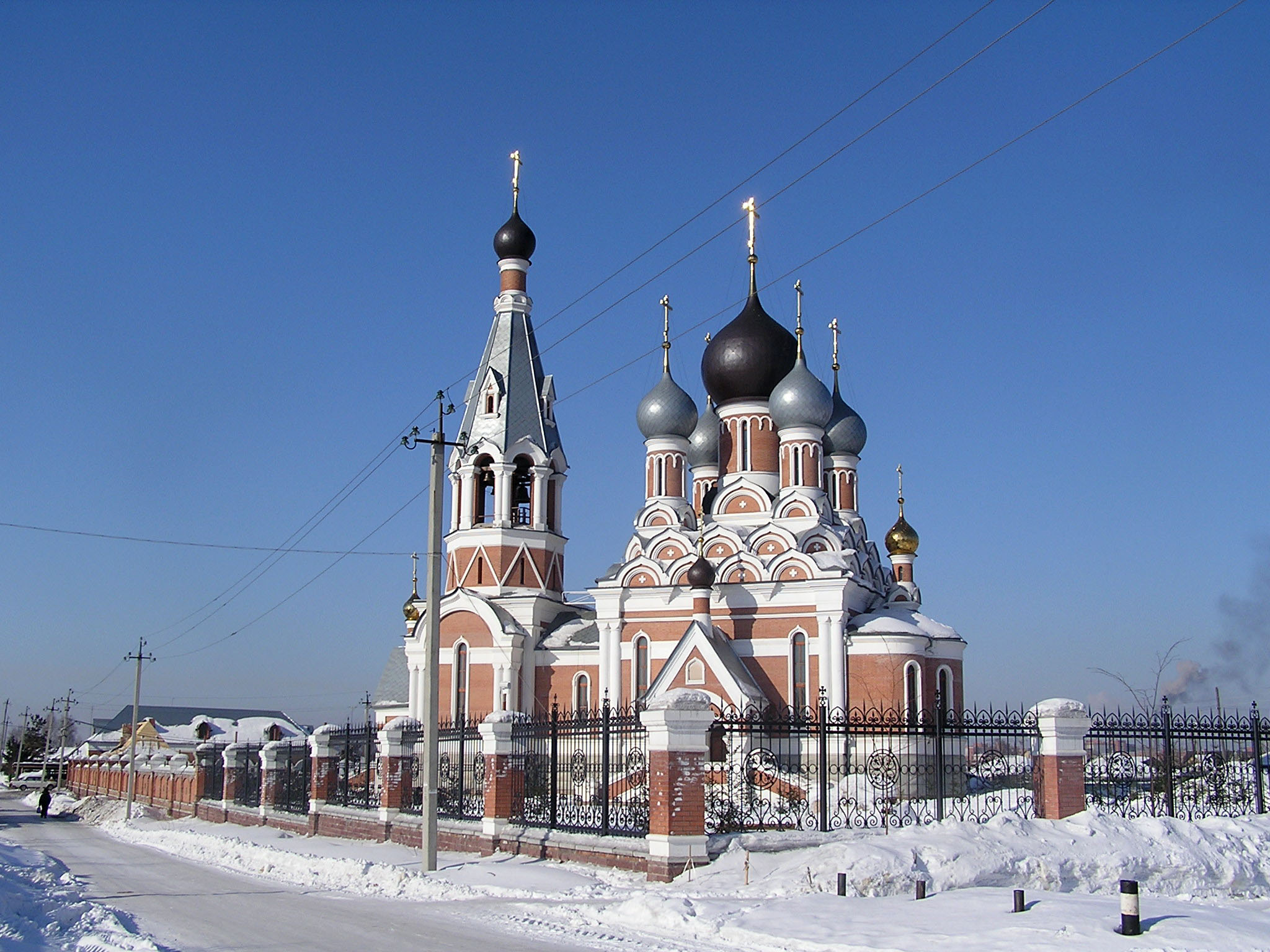
Cerkiew w Bierdsku

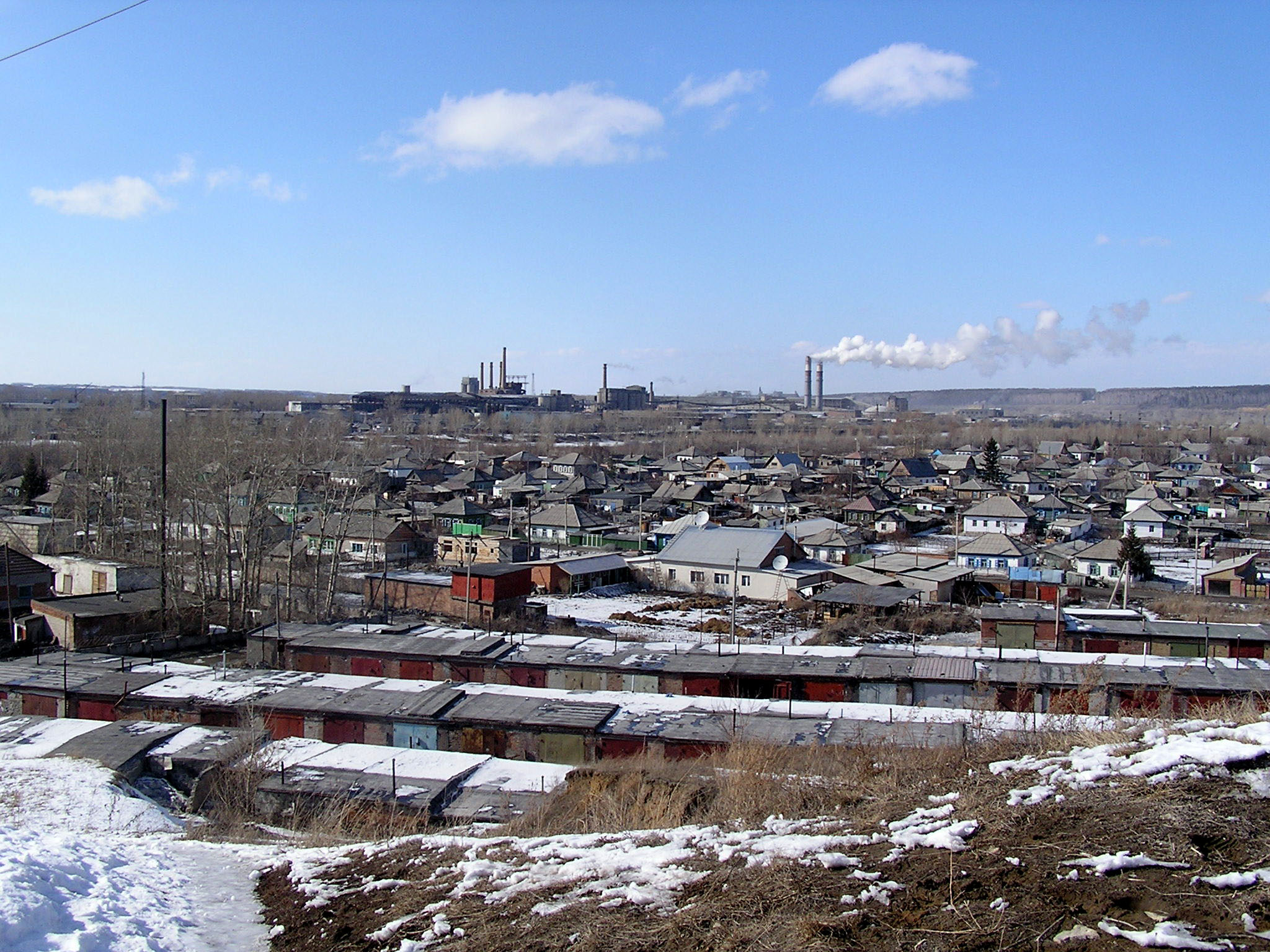
Panorama Iskitima

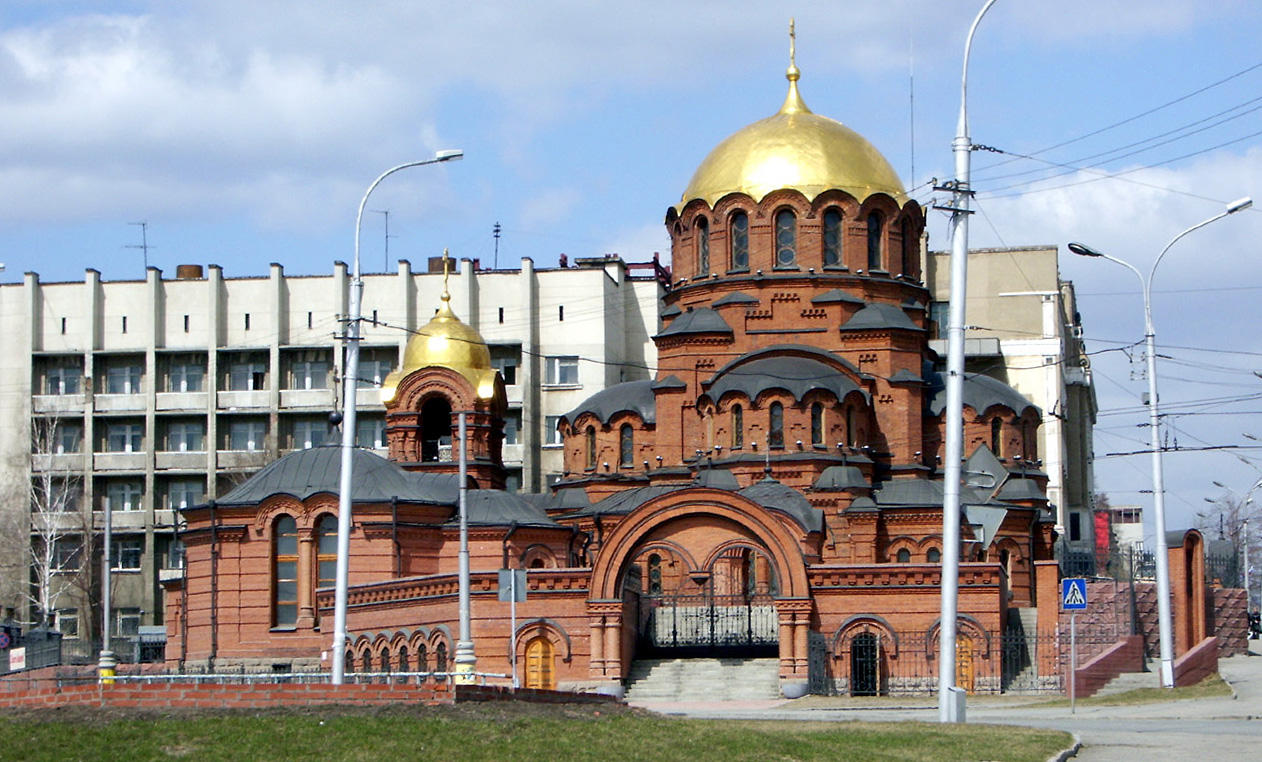
Cerkiew św. Aleksandra Newskiego w Nowosybirsku

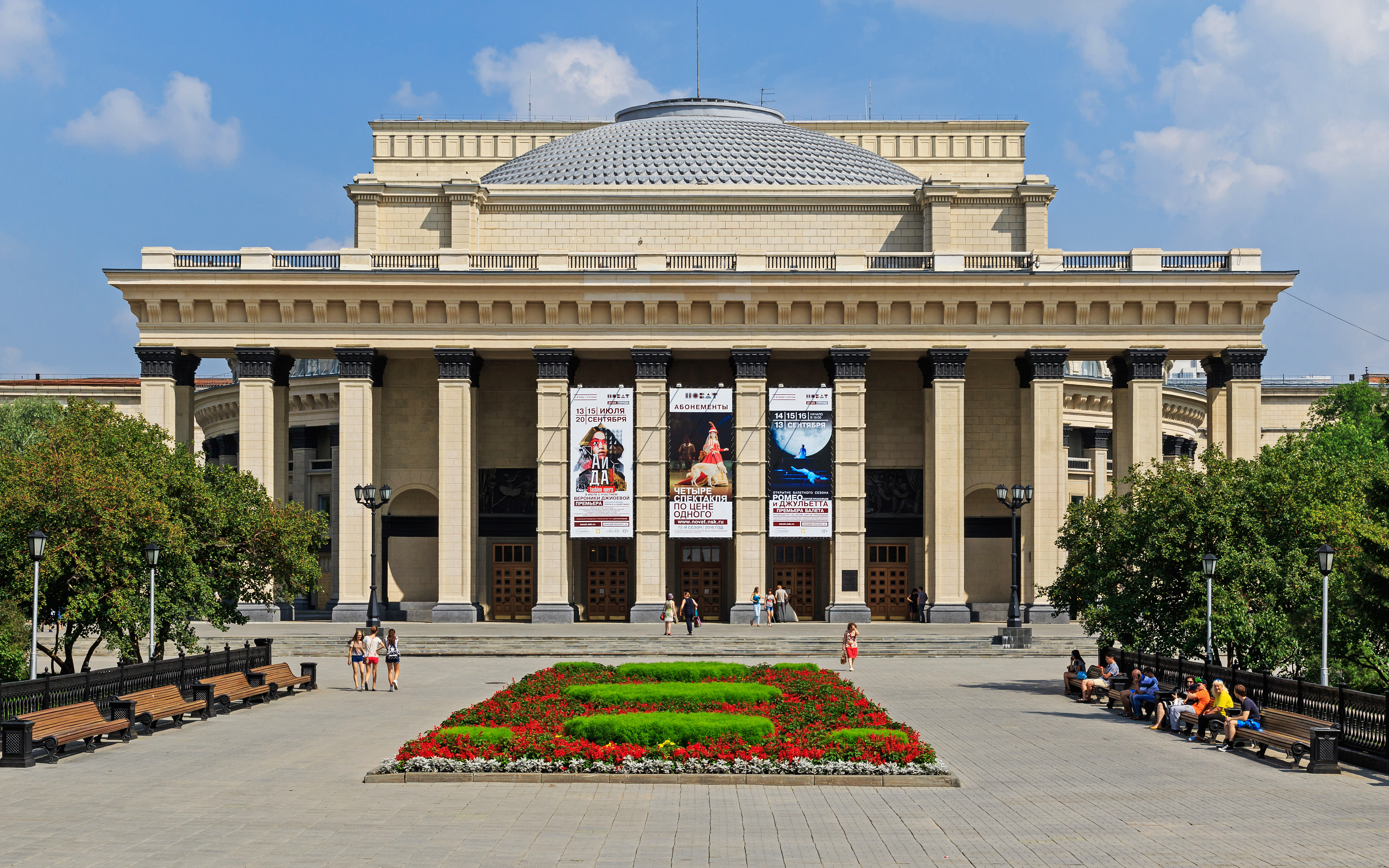
Gmach opery w Nowosybirsku

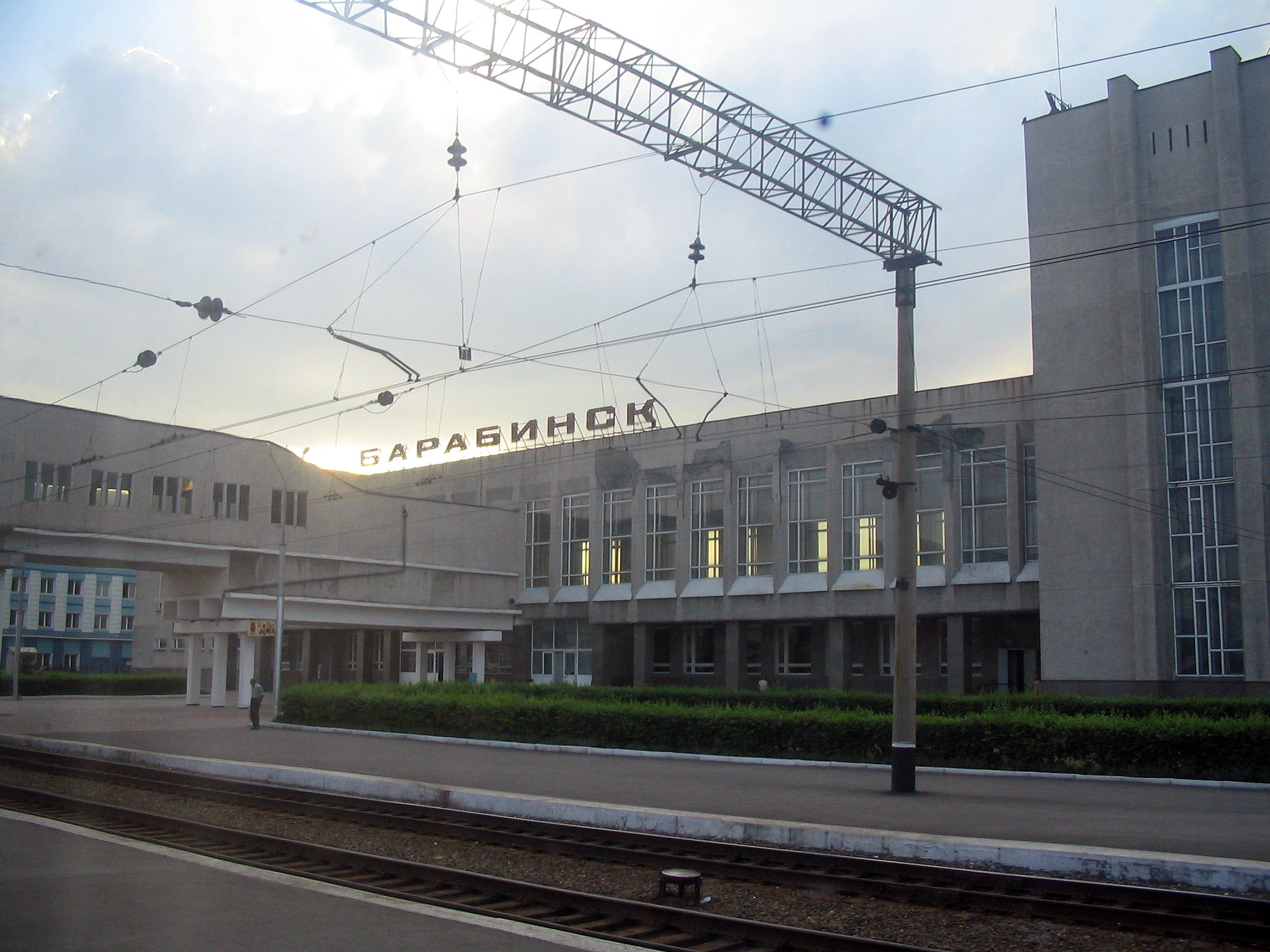
Stacja kolejowa w Barabińsku

Liczebność pozostałych grup narodowościowych nie przekracza tysiąca osób.

## Największe miasta
Na terenie obwodu znajduje się 14 miast i 18 osiedli typu miejskiego.
Największe miasta i osiedla typu miejskiego
(według liczby mieszkańców; wymieniono tylko miejscowości powyżej 10 tys. mieszkańców)
| Nazwa             | Nazwa rosyjska | Liczba mieszkańców (01.10.2006) |
| ----------------- | -------------- | ------------------------------- |
| Nowosybirsk       | Новосибирск    | 1 397 015                       |
| Bierdsk           | Бердск         | 91 857                          |
| Iskitim           | Искитим        | 63 771                          |
| Kujbyszew         | Куйбышев       | 48 469                          |
| Barabińsk         | Барабинск      | 31 173                          |
| Karasuk           | Карасук        | 28 340                          |
| Tatarsk           | Татарск        | 26 293                          |
| Ob                | Обь            | 24 860                          |
| Liniowo1)         | Линёво         | 22 423                          |
| Toguczin          | Тогучин        | 21 825                          |
| Czeriepanowo      | Черепаново     | 20 067                          |
| Bołotnoje         | Болотное       | 17 496                          |
| Krasnoobsk1)      | Краснообск     | 17 373                          |
| Koczeniewo1)      | Коченево       | 16 352                          |
| Kupino            | Купино         | 16 252                          |
| Suzun1)           | Сузун          | 15 097                          |
| Maslanino1)       | Маслянино      | 13 275                          |
| Czułym            | Чулым          | 12 074                          |
| Kargat            | Каргат         | 10 934                          |
| Koływań1)         | Колывань       | 10 584                          |
| Krasnozierskoje1) | Краснозерское  | 10 542                          |
| Ordynskoje1)      | Ордынское      | 10 465                          |
| Moszkowo1)        | Мошково        | 10 149                          |
| Gornyj1)          | Горный         | 10 119                          |

1) osiedle typu miejskiego

## Władza i administracja

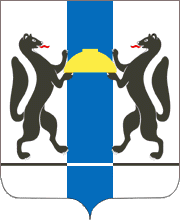
Herb obwodu nowosybirskiego

Zgodnie z Konstytucją Federacji Rosyjskiej poszczególne regiony mają dość duży zakres samodzielności. Lokalne organy władzy ustawodawczej mają uprawnienia do stanowienia lokalnego prawa, które nie może być sprzeczne z prawem ogólnorosyjskim.
Głównym lokalnym aktem prawnym jest Statut Obwodu Nowosybirskiego (ros. Устав Новосибирской области), uchwalony 5 kwietnia 1996.

### Władza ustawodawcza
Obwód nowosybirski, podobnie jak inne podmioty Federacji Rosyjskiej posiada dość szeroki zakres autonomii w sprawach lokalnych. Władzę prawodawczą w regionie jest Zgromadzenie Ustawodawcze Obwodu Nowosybirskiego (ros. Законодательное Собрание Новосибирской области), złożone z 75 członków. Jego kadencja trwa 5 lat. Do roku 2010 była to Nowosybirska Obwodowa Rada Delegatów (ros. Новосибирский областной Совет депутатов).

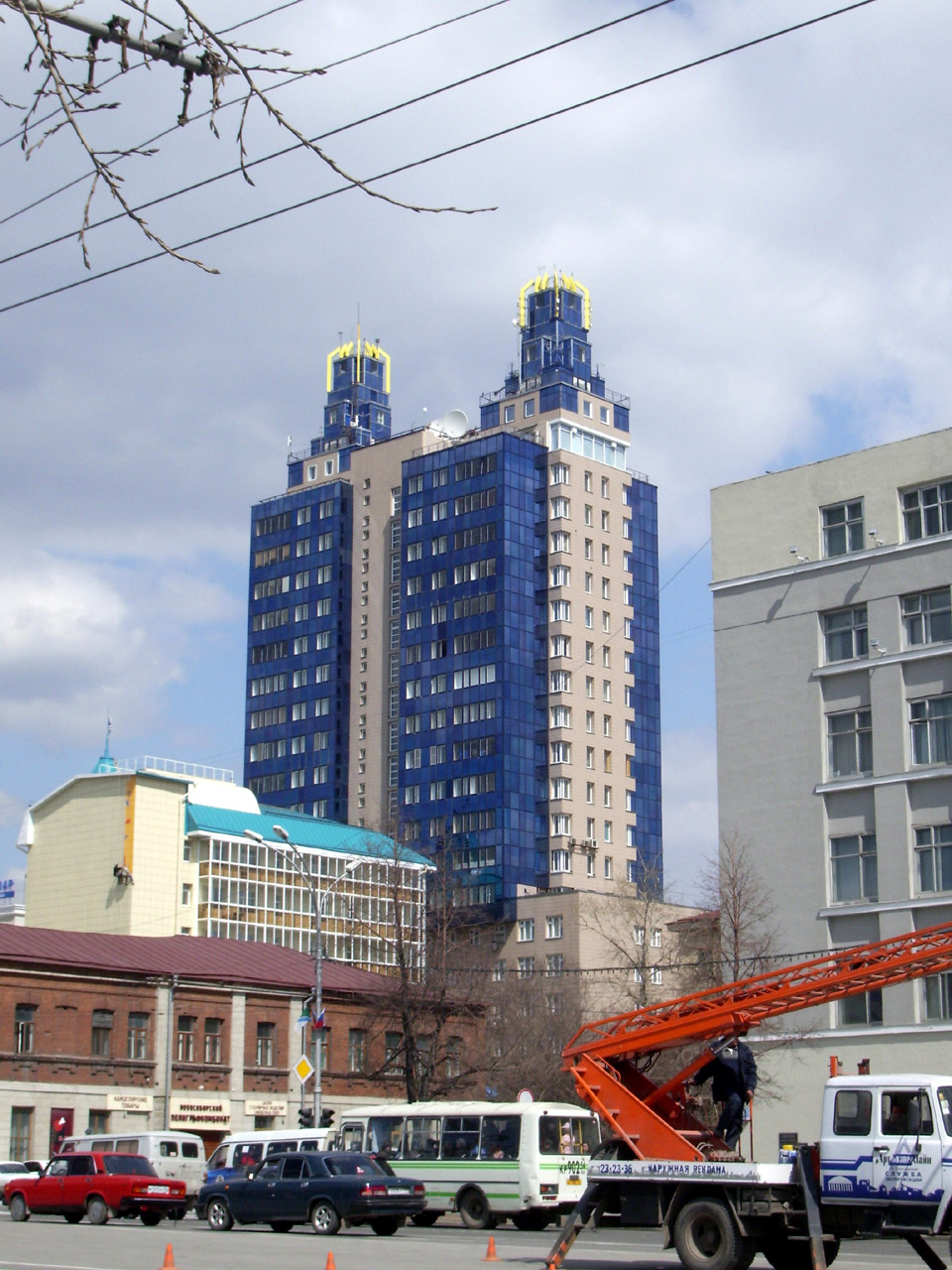
Jeden z najwyższych budynków Nowosybirska

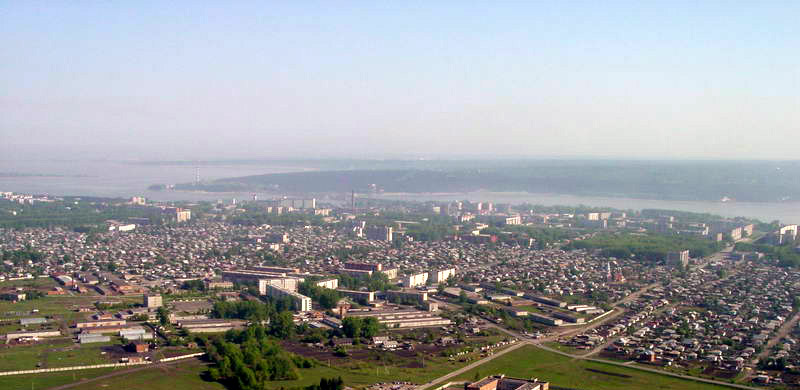
Panorama Bierdska

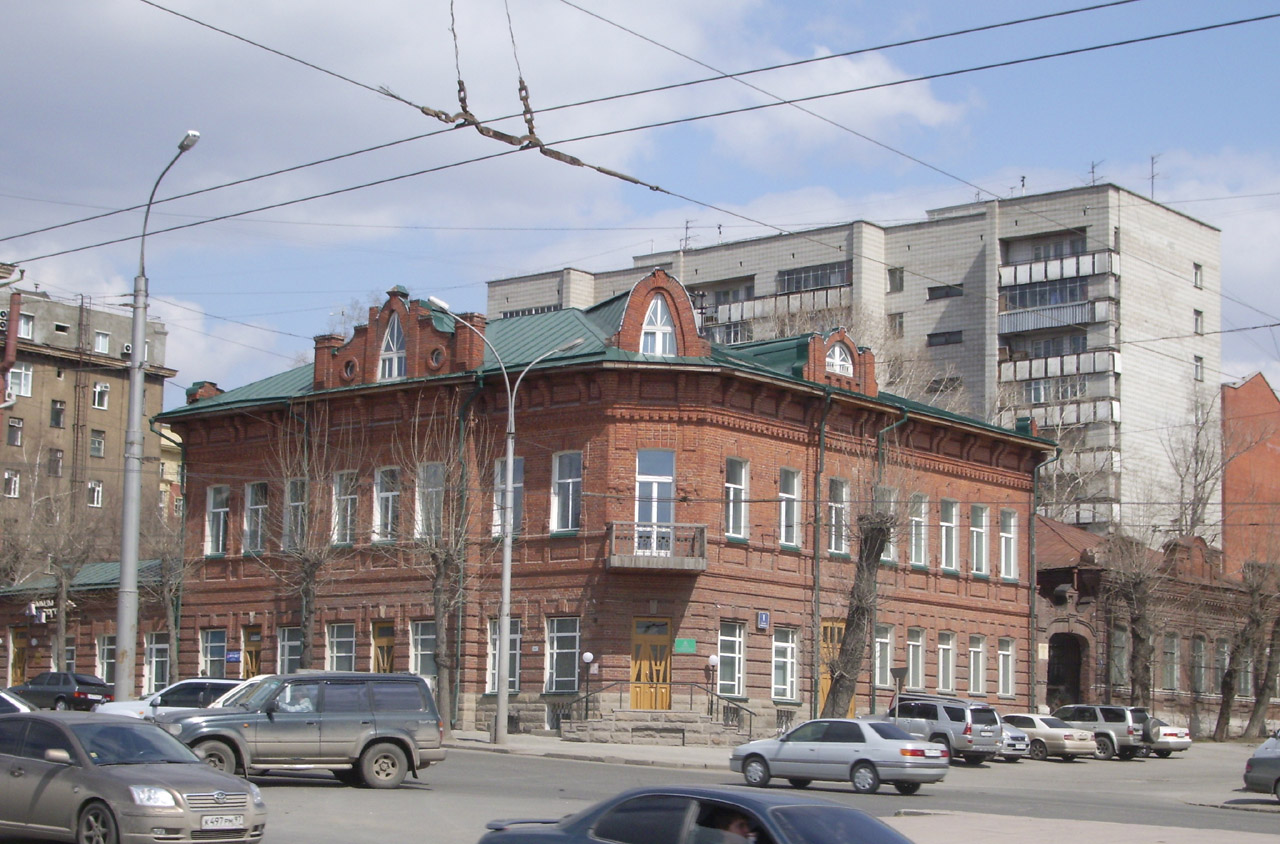
Centrum Nowosybirska

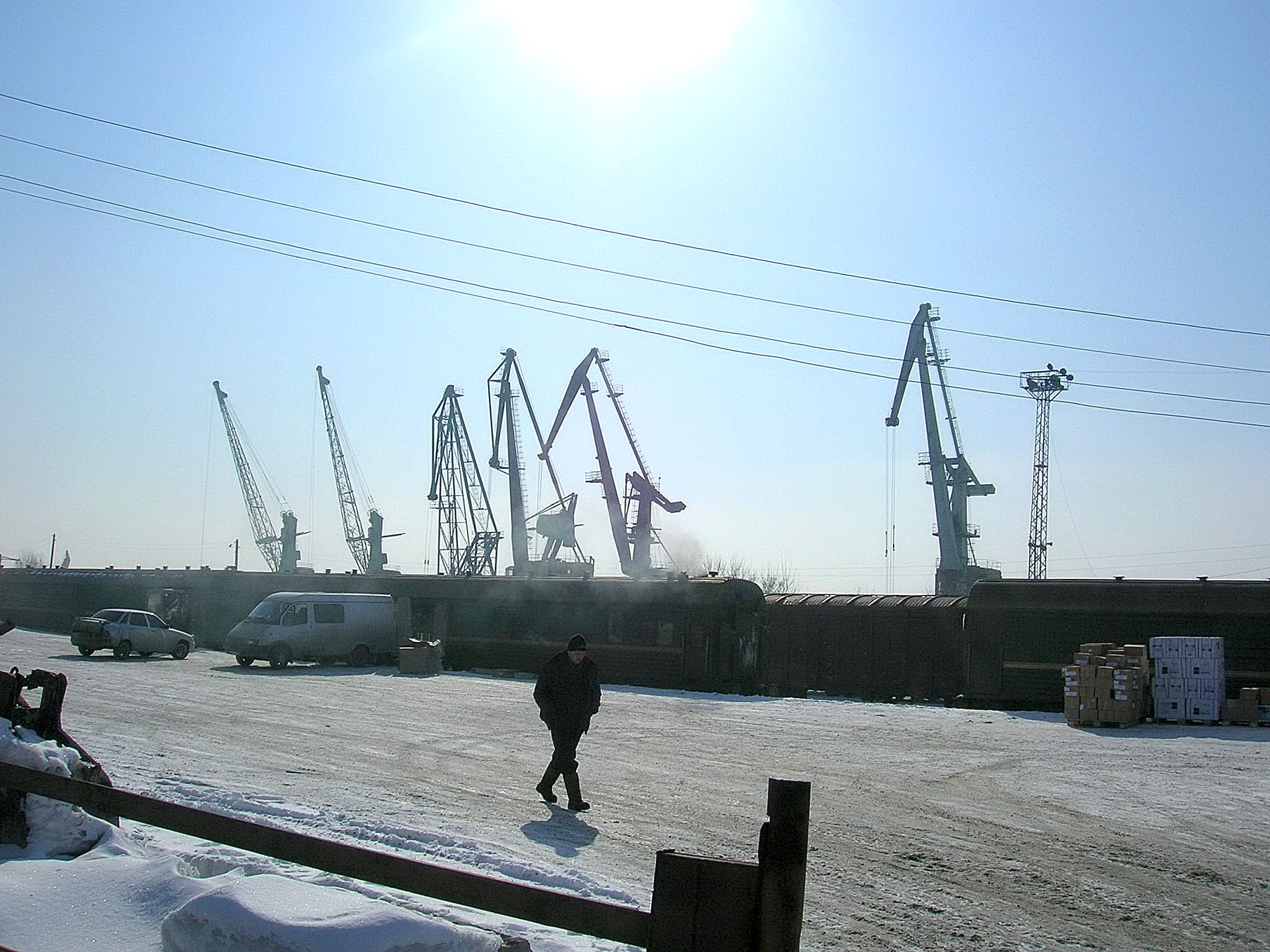
Port na Obie w Nowosybirsku

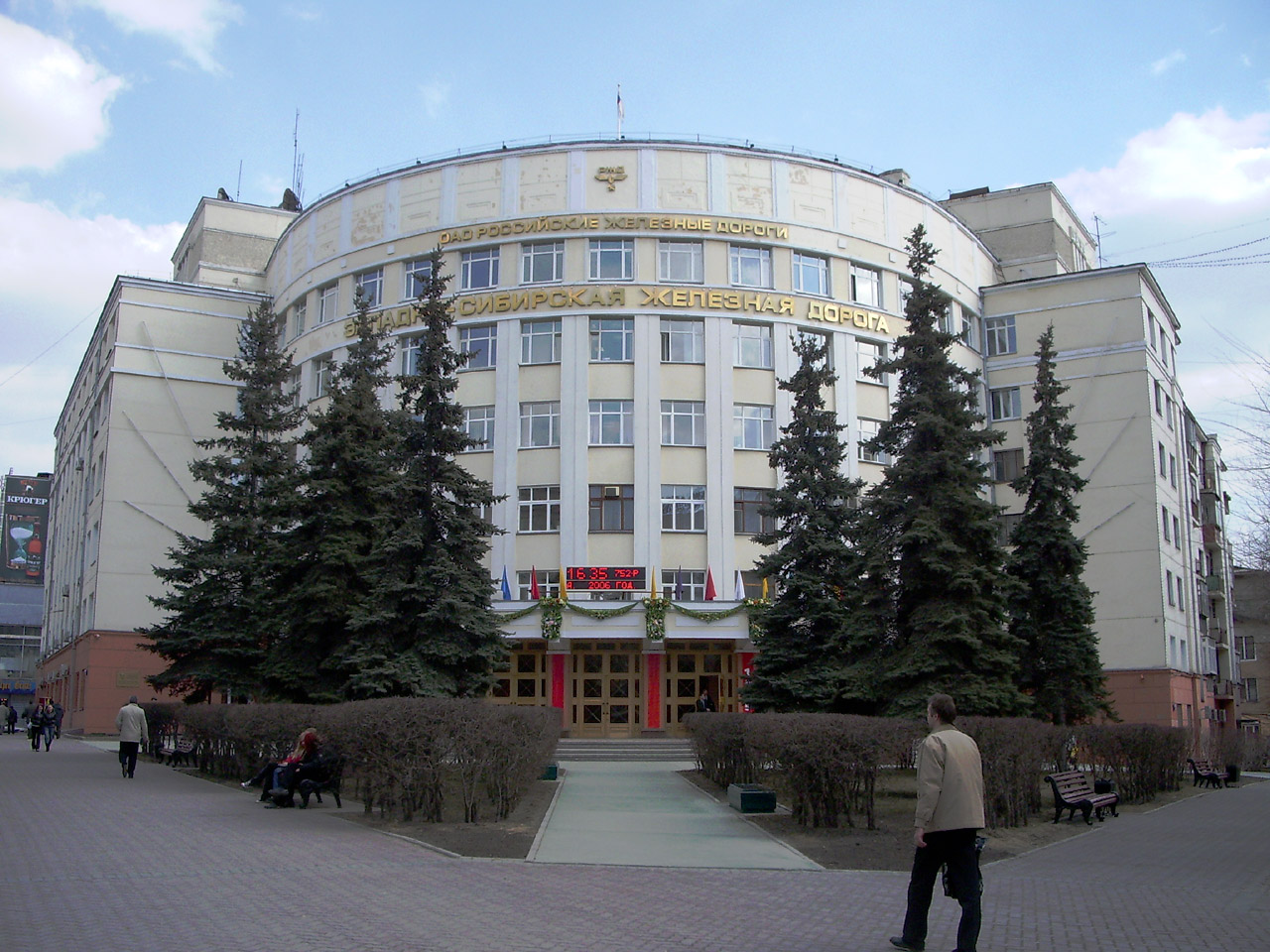
Jeden z budynków Nowosybirska

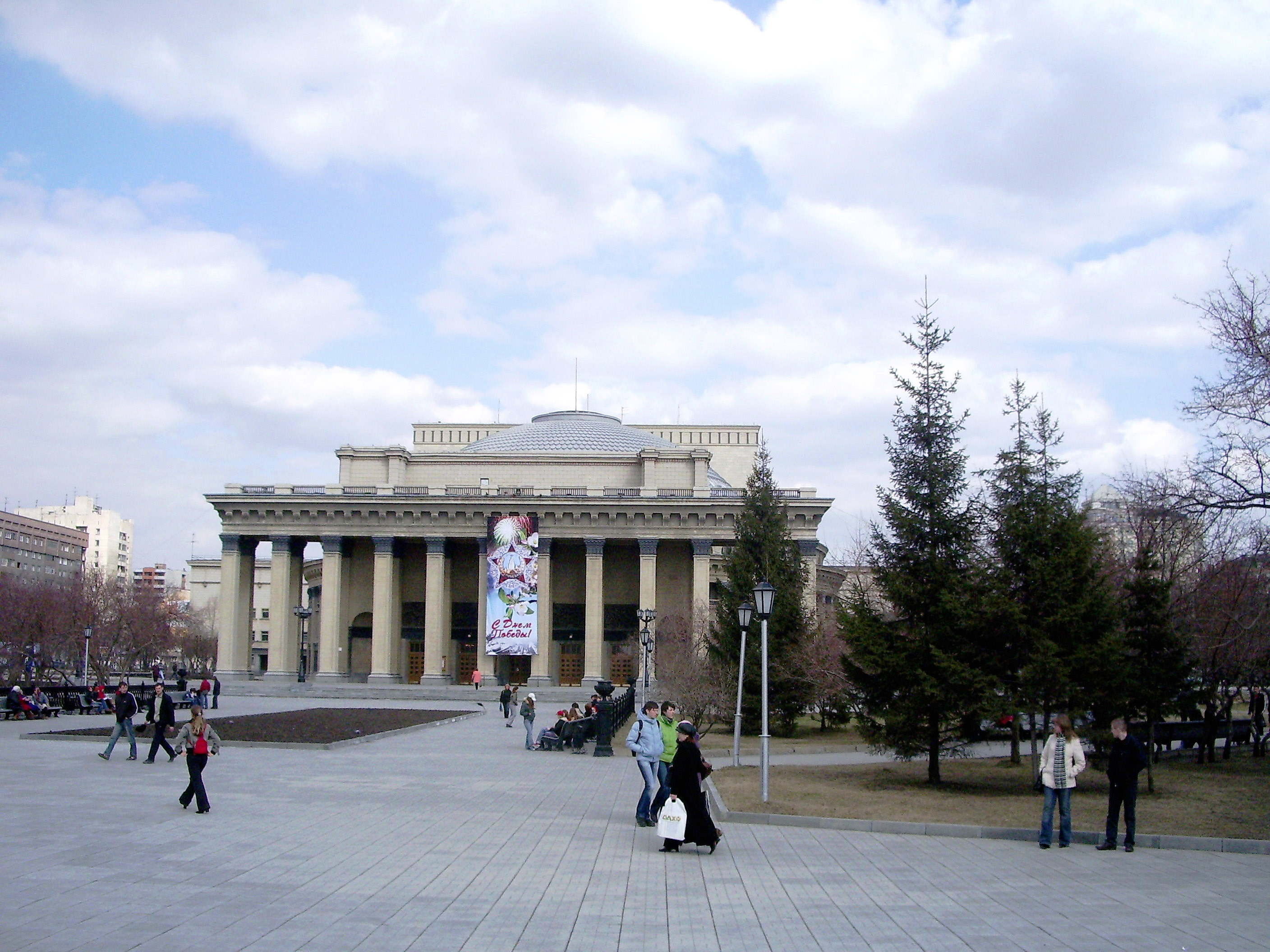
Teatr na placu Lenina w Nowosybirsku

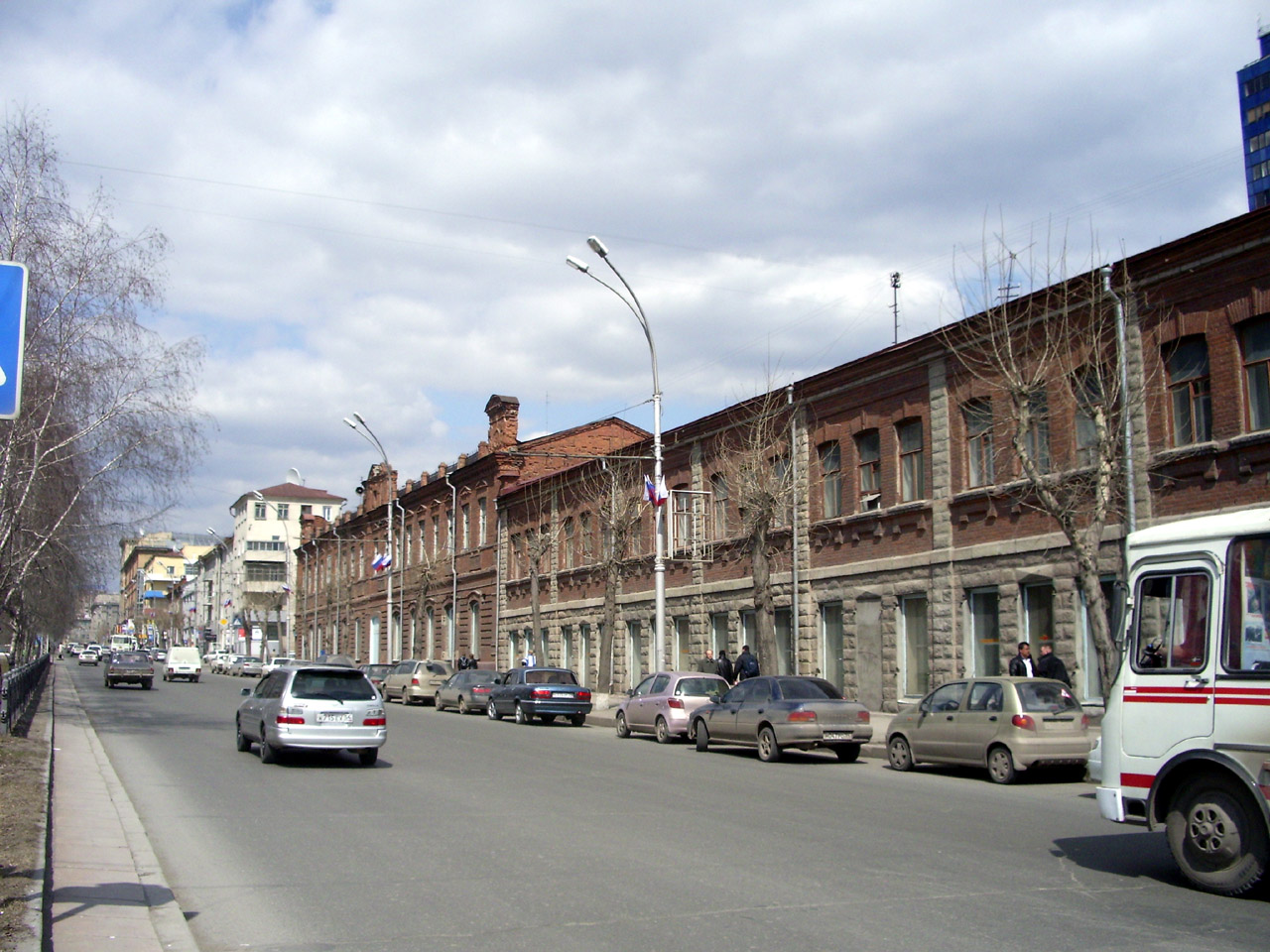
Ulica w Nowosybirsku

### Władza wykonawcza
Najwyższym organem wykonawczym władzy państwowej Obwodu Nowosybirskiego jest Rząd Obwodu Nowosybirskiego.(ros. Правительство Новосибирской области). Do roku 2010 była to Administracja Obwodu Nowosybirskiego (ros.Администрация Новосибирской области). Na czele Rządu stoi Gubernator Obwodu Nowosybirskiego (ros. Губернатор Новосибирской области), zwany do 2010 roku Naczelnikiem Administracji Obwodu Nowosybirskiego (ros. Глава администрации Новосибирской области). Gubernator jest wybierany przez ludność obwodu w wyborach powszechnych, a jego kadencja trwa 5 lat.
Naczelnicy obwodu:
| Kadencja                         | Gubernator          |
| -------------------------------- | ------------------- |
| listopad 1991 – październik 1993 | Witalij Mucha       |
| październik 1993 – grudzień 1995 | Iwan Indinok        |
| grudzień 1995 – grudzień 1999    | Witalij Mucha       |
| grudzień 1999 – grudzień 2003    | Wiktor Tołokonski   |
| grudzień 2003 – lipiec 2007      | Wiktor Tołokonski   |
| lipiec 2007 – wrzesień 2010      | Wiktor Tołokonski   |
| wrzesień 2010 – marzec 2014      | Wasilij Jurczenko   |
| marzec 2014 – październik 2017   | Władimir Gorodiecki |
| od października 2017             | Andriej Trawnikow   |

## Podział administracyjny
Pod względem administracyjnym obwód nowosybirski podzielony jest na 30 rejonów. Największe miasta regionu nie wchodzą w skład tego podziału i mają status miast wydzielonych na prawach rejonu.

### Rejony
1. Kysztowski (ros. Кыштовский район)
2. Siewierny (ros. Северный район)
3. Ust-Tarcki (ros. Усть-Таркский район)
4. Wiengierowski (ros. Венгеровский район)
5. Kujbyszewski (ros. Куйбышевский район)
6. Tatarski (ros. Татарский район)
7. Czanowski (ros. Чановский район)
8. Barabiński (ros. Барабинский район)
9. Czystoziorny (ros. Чистоозёрный район)
10. Kupiński (ros. Купинский район)
11. Zdwiński (ros. Здвинский район)
12. Bagański (ros. Баганский район)
13. Karasucki (ros. Карасукский район)
14. Ubiński (ros. Убинский район)
15. Kargacki (ros. Каргатский район)
16. Dowoleński (ros. Доволенский район)
17. Krasnoziorski (ros. Краснозёрский район)
18. Koczkowski (ros. Кочковский район)
19. Czułymski (ros. Чулымский район)
20. Koływanski (ros. Колыванский район)
21. Koczeniewski (ros. Коченевский район)
22. Ordyński (ros. Ордынский район)
23. Suzuński (ros. Сузунский район)
24. Iskitimski (ros. Искитимский район)
25. Czerepanowski (ros. Черепановский район)
26. Maslaniński (ros. Маслянинский район)
27. Toguczyński (ros. Тогучинский район)
28. Bołotniński (ros. Болотнинский район)
29. Moszkowski (ros. Мошковский район)
30. Nowosybirski (ros. Новосибирский район)

### Miasta na prawach rejonu
- Nowosybirsk
- Bierdsk
- Barabińsk
- Iskitim
- Kujbyszew
- Tatarsk
- Ob

## Gospodarka

### Wskaźniki ekonomiczne
W 2005 średni dochód mieszkańca regionu wynosił 6555 rubli, zaś w 2006 wzrósł on do 7929 rubli.
Według danych na II kwartał 2007
- Powierzchnia domów mieszkalnych oddanych do użytku: 351,8 tys. m²
- Wartość obrotu handlowego: 92,3 mld rubli; w tym
  - wartość obrotu produktami spożywczymi: 3,3 mld rubli
- Wartość obrotu w sferze usługowej: 21,9 mld rubli
- Przeciętny dochód: 9059,60 rubli
- Przeciętna płaca: 10 937,90 rubli

### Surowce mineralne
Na terenie obwodu nowosybirskiego zlokalizowano 523 złoża różnych kopalin, spośród których w chwili obecnej eksploatowane są 83.

#### Surowce energetyczne
Wśród bogactw regionu jednym z najważniejszych jest węgiel kamienny – terytorium obwodu leży na obszarze Kuźnieckiego Zagłębia Węglowego (Kuzbasu) Znajdujące się w obwodzie nowosybirskim zbadane zasoby tego surowca to 905 mln ton, zaś prognozowane – 5,6 mld ton. Trwa również wydobycie antracytu, którego zasoby szacuje się na 5 mld ton (zbadane złoża to ok. 800 mln ton).
Na północnym zachodzie regionu znajduje się ropa naftowa i gaz ziemny. Tutejsza ropa jest lekka, mało zasiarczona, z niewielką domieszką parafiny. Średnia głębokość pokładów to ok. 2500 m. Najważniejsze z 7 zlokalizowanych złóż znajduje się w rejonie Wierch-Tarnowska, i obejmuje prawdopodobnie ok. 60% całej nowosybirskiej ropy. Obecnie poza tym złożem wydobycie odbywa się tylko w rejonie Małoiczska, reszta stanowisk w chwili obecnej nie jest eksploatowana. Łącznie zlokalizowano pokłady obejmują na pewno ok. 43 mln ton ropy, zaś prognozy mówią o 113 mln ton; należy jednak pamiętać, iż część złóż pozostająca poza eksploatacją jest słabo zbadana i zasoby tego surowca na terenie obwodu mogą być nieoszacowane.
Ponadto z surowców energetycznych na terenie obwodu znajduje się torf. Jego zasoby ocenia się na 7,2 mld ton, jednak w związku z wysokimi kosztami pozyskiwania w połączeniu z dostępnością ropy naftowej, praktycznie wydobycie torfu nie jest prowadzone.

#### Złoża metali
Na terenie obwodu zlokalizowane są ważne złoża rud metali nieżelaznych: szacowane na 1,7 mln ton złoża (dwutlenku) tytanu i na 7,2 mln ton (dwutlenku) cyrkonu.
Istniejące w regionie złoża złota nie są wielkie – szacuje się je na 17 ton. Zlokalizowano jedno złoże w postaci rudy i 24 mniejsze, gdzie odnajdywane są samorodki.

#### Pozostałe surowce i zasoby odnawialne
Na terenie obwodu zlokalizowano 4 miejsca, w których wydobywa się marmur; łączne zasoby tego surowca wynoszą (szacunkowo) ponad 8,5 mln m³.
Istnieją tutaj także znaczne zasoby słodkich wód mineralnych i termalnych.
Na terenie obwodu znajdują się liczne lasy. Ich łączna powierzchnia to 4490 tys. hektarów, zaś szacunkowa wielkość zasobów drewna to 278 800 000 m³.

### Przemysł

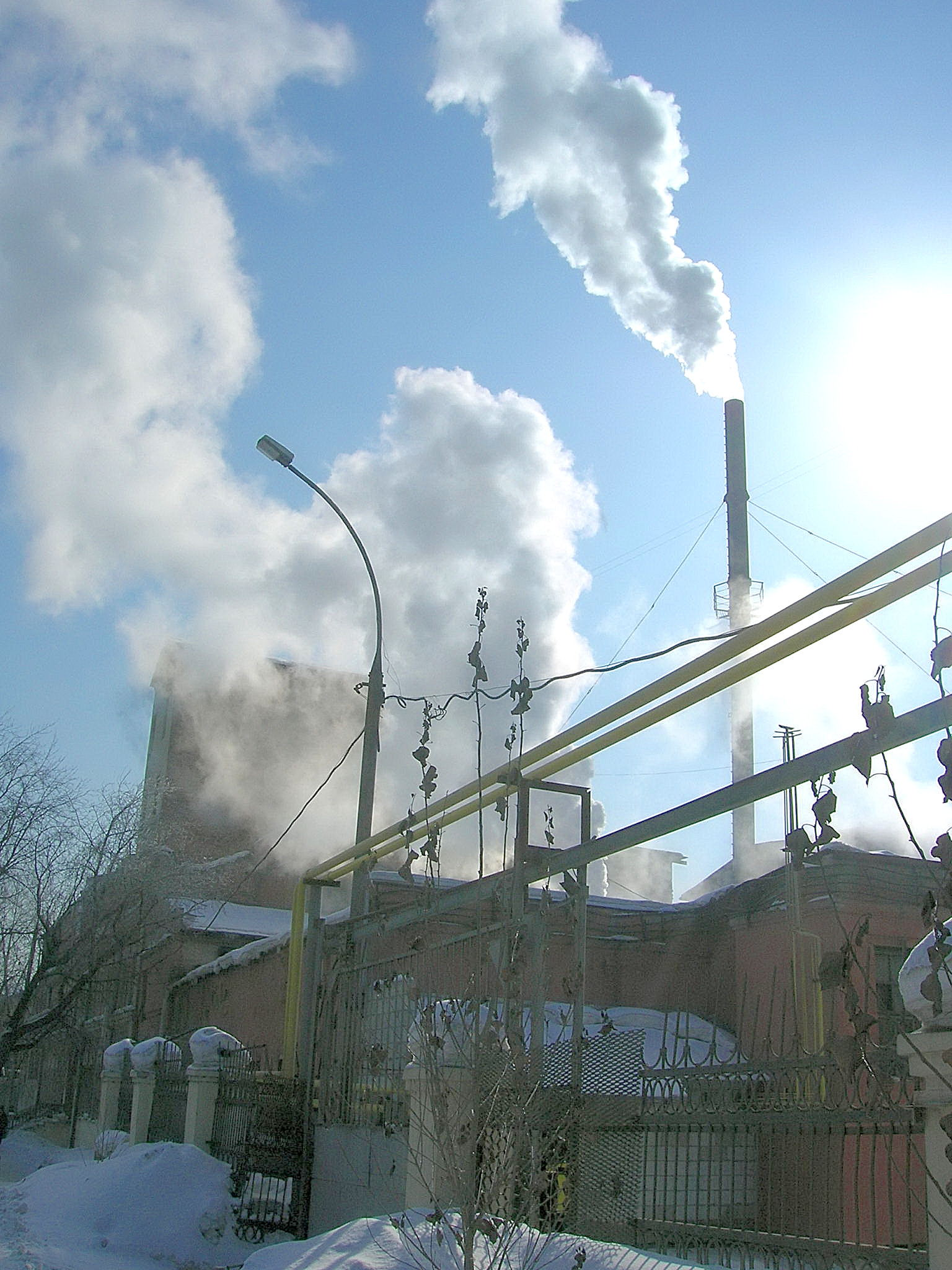
Jedna z nowosybirskich fabryk

Obwód nowosybirski jest jedną z najbardziej uprzemysłowionych części Syberii. Z regionu pochodzi ok. 10% całej produkcji przemysłowej , której większość stanowią przedsiębiorstwa przemysłu ciężkiego. Głównym ośrodkiem przemysłowym jest stolica regionu – Nowosybirsk; ważnymi centrami przemysłowymi są też Iskitim i Bierdsk.
W strukturze produkcji przemysłowej dominuje przemysł przetwórczy.
W danych z 2003 roku 21,7% wartości produkcji przemysłowej przypadała na przemysł maszynowy, 24,9% na przemysł spożywczy, 18,3% na elektroenergetykę 18,3%, a około 10% na hutnictwo metali nieżelaznych.

#### Przemysł elektromaszynowy
Przemysł elektromaszynowy wytwarza 20% wartości produkcji tej gałęzi przemysłu całej Syberii. W jego ramach w regionie wytwarza się m.in. generatory, turbiny, obrabiarki, wielkie piece przemysłowe, elementy samolotów i maszyny rolnicze. Ponadto istnieje ok. 50 zakładów przemysłu zbrojeniowego, m.in. w Nowosybirsku znajdują się zakłady im. Czkałowa, zatrudniające ok. 8,5 tys. pracowników, gdzie wytwarza się samoloty myśliwsko-bombowe Su oraz modernizuje maszyny Su-24. W tych samych zakładach powstają też cywilne samoloty An-38. Obecnie zakłady te zmieniają nieco profil produkcji i w niedalekiej przyszłości produkcja cywilna stanowić ma 95%.

#### Metalurgia
Wśród zlokalizowanych na terenie obwodu nowosybirskiego zakładów metalurgicznych znajduje się m.in. jedyne w Rosji przedsiębiorstwo pozyskujące cynę, przedsiębiorstwa wytwarzające z rudy inne rzadkie metale nieżelazne, złoto oraz paliwo jądrowe. W regionie istnieje także hutnictwo żelaza, ale ma ono niewielkie znaczenie gospodarcze.

#### Pozostałe branże
Spośród pozostałych gałęzi produkcji przemysłowej największe znaczenie ma produkcja materiałów budowlanych, m.in. żelbetu.

### Energetyka
Mimo zalegania na terenie obwodu dużych pokładów ropy naftowej, w energetyce regionu dominuje węgiel, z którego spalania pochodzi ok. 60% zużywanej energii. Kolejne miejsca zajmują gaz ziemny i ropa oraz produkty ropopochodne. Duże znaczenie ma także hydroenergetyka.
Obwód nowosybirski posiada rozbudowaną sieć energetyczną i ciepłowniczą. Moc nominalna wszystkich elektrowni i elektrociepłowni na terytorium regionu to 2582 MW, z czego 455 MW to moc elektrowni wodnej na Obie. Mimo to produkcja własna zaspokaja tylko 80–90% zapotrzebowania na energię.

### Rolnictwo
Niemal połowę powierzchni (48%) obwodu stanowią grunty orne, Gospodarka rolna w obwodzie nowosybirskim ukierunkowana jest na produkcję zbóż, ziemniaków i warzyw. Istotną rolę w gospodarce odgrywa uprawa lnu. Rozwinięta jest także hodowla bydła, owiec i trzody chlewnej oraz drobiu i pszczół. Z obszaru obwodu pochodzi ok. 1/4 wartości produkcji rolnej całej zachodniej Syberii.
W strukturze zasiewów dominują zboża, zajmujące 65% całej powierzchni uprawnej regionu, z czego na pszenicę przypada 34%, a 10% kukurydzę. Kolejne miejsce to rośliny pastewne zajmujące ok. 30% zasiewów. Znacznie mniejszą powierzchnie, bo tylko 1% gruntów ornych zajmują obszary na których uprawia się rośliny przemysłowe (głównie len) oraz ziemniaki i warzywa (2%).

### Transport

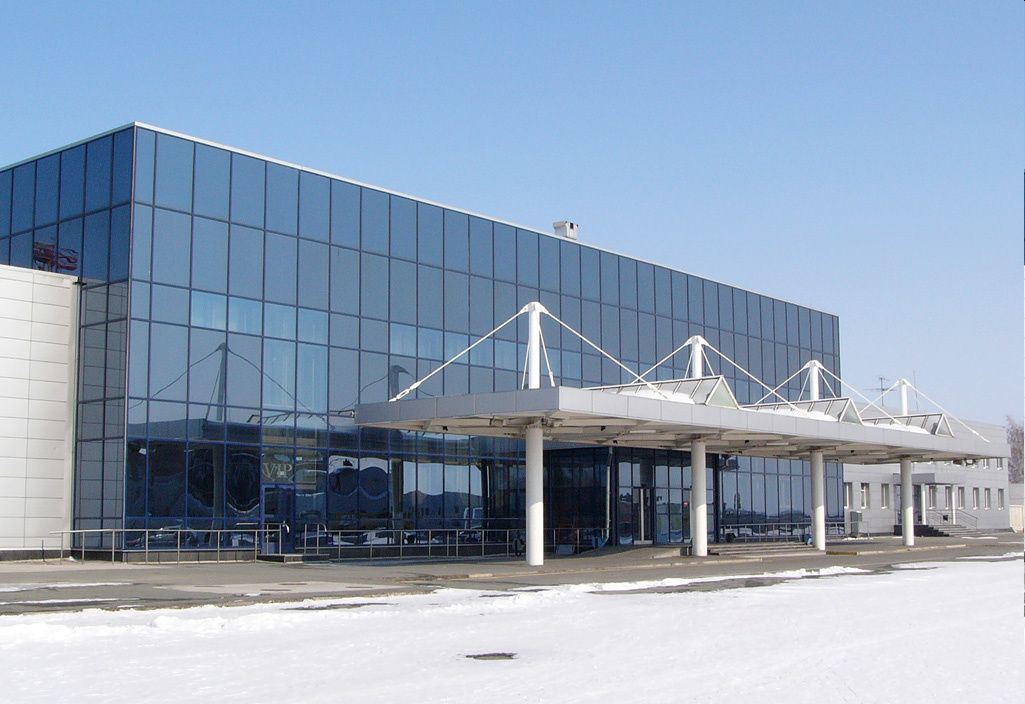
Terminal lotniska Tołmaczowo

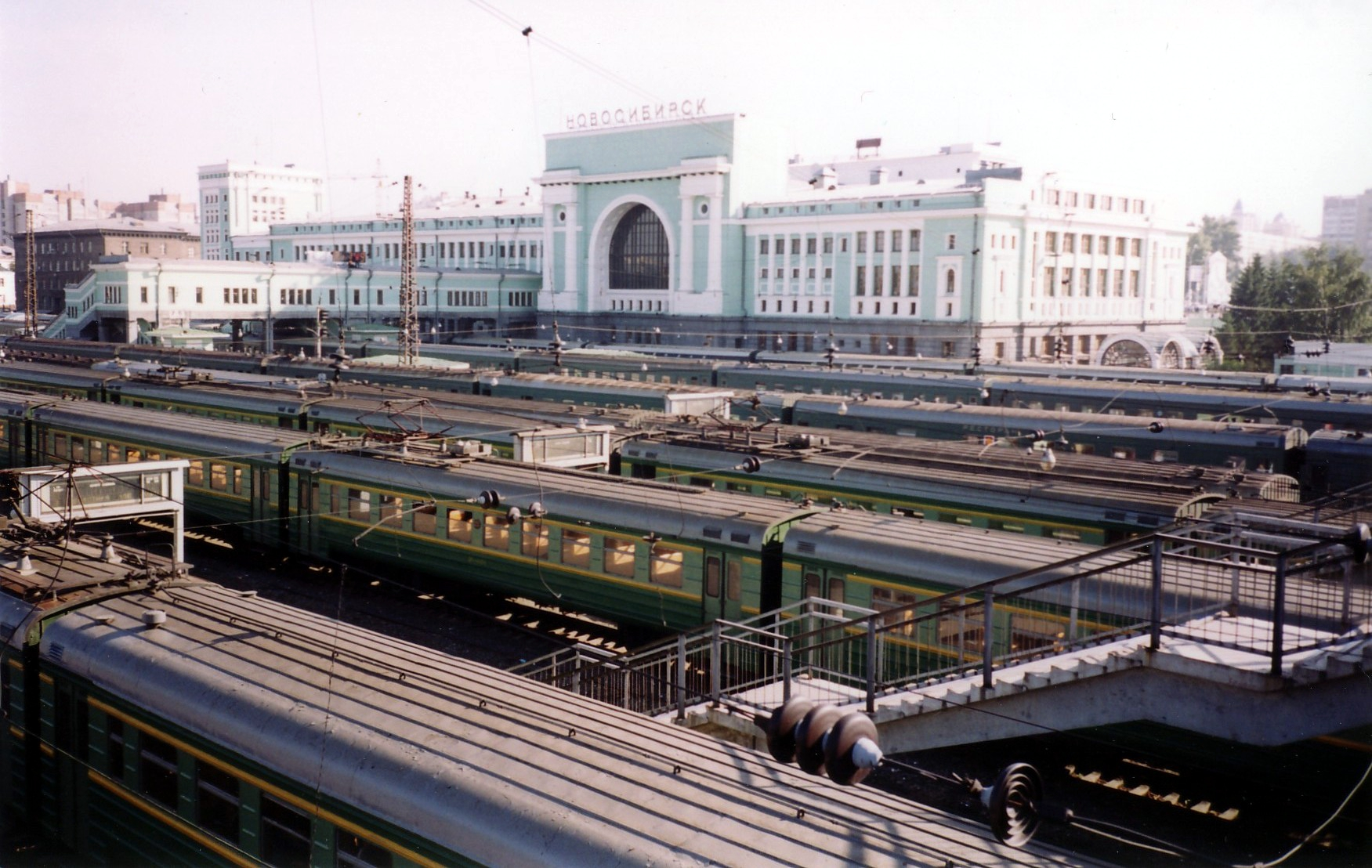
Stacja kolei transsyberyjskiej w Nowosybirsku

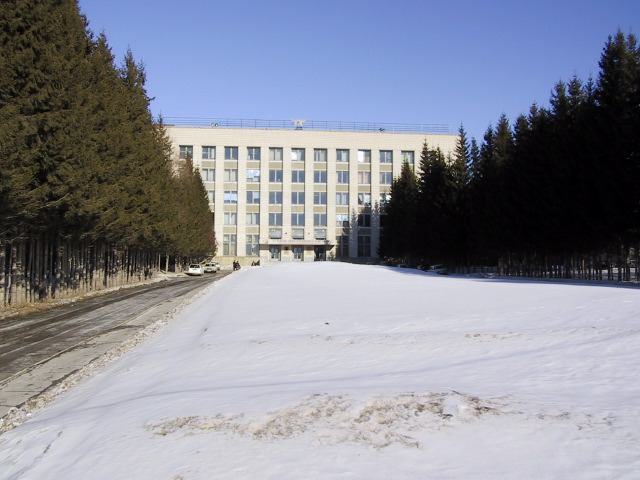
Budynek Instytutu fizyki nuklearnej w Nowosybirsku

Sieć kolejowa i drogowa w regionie jest – jak na syberyjskie standardy – dość gęsta.
Przez teren obwodu przebiega linia kolei transsyberyjskiej, łączącej rosyjski daleki wschód z europejską częścią kraju. W sumie na terenie obwodu znajduje się 1530 km linii kolejowych.
W obwodzie nowosybirskim znajduje się wiele dróg kołowych, w tym o utwardzonej nawierzchni; jedną z najważniejszych jest droga federalna M-51
Na terenie znajduje się 12 lotnisk, w tym międzynarodowy port lotniczy Nowosybirsk-Tołmaczowo oraz port lotniczy Nowosybirsk, którego ranga określana jest jako „federalny”.
Dużę znaczenie ma też transport wodny, którego głównym szlakiem jest Ob.

## Nauka i kultura

### Szkoły wyższe
Rejon nowosybirski jest ważnym ośrodkiem naukowym zachodniej Syberii. Funkcjonuje tutaj 47 wyższych uczelni. Najważniejszymi z nich są Nowosybirski Uniwersytet Państwowy i Nowosybirski Techniczny Uniwersytet Państwowy. Ważnym ośrodkiem naukowo-edukacyjnym jest nowosybirski Akademgorodok. Na terenie obwodu, w miasteczku akademickim w mieście Kolcowo działa Państwowe Centrum Naukowe Wirusologii i Biotechnologii.

### Kultura
Głównym centrum kulturalnym regionu jest Nowosybirsk. Znajdują się tutaj liczne teatry, m.in. Teatr Opery i Baletu – najstarszy i najbardziej znany tego typu obiekt w mieście oraz największy budynek teatru operowego w Rosji. Oprócz niego w mieście działa jeszcze 7 innych teatrów, liczne kina, galerie, muzea (m.in. Muzeum Słońca i Muzeum Techniki Kolejowej).

## Historia

### Historia regionu
Obszar dzisiejszego obwodu został dość późno – bo dopiero w XVIII wieku i to mimo korzystnych, jak na Syberię, warunków klimatycznych – zasiedlony przez osadników rosyjskich. Do tego czasu głównym narodem żyjącym w regionie byli syberyjscy (barabińscy) Tatarzy (obecnie w obwodzie żyje ich ok. 12 tys.). Tatarzy ci byli obiektem częstych najazdów ze strony Kałmuków, Ojratów i Teleutów. Osadnicy rosyjscy okazali się kolejnym zagrożeniem, dlatego na początku XVIII wieku większość Tatarów przeniosła się bardziej na północ i osiedliła się w rejonie Tomska.
Pierwsza rosyjska osada w rejonie powstała w 1695 przez bojara Aleksieja Kruglika; obecnie miejscowość ta, leżąca w rejonie bołotnickim, nosi nazwę Kruglikowa. Wkrótce powstały kolejne osady, a na początku XVIII wieku zbudowany został fort w Bierdsku, chroniący osadników przed atakami ludów syberyjskich. W miarę zmniejszania się ryzyka najazdów koczowników liczba osadników rosła, przy czym wielu spośród osadników nie posiadało (wymaganego ówcześnie) zezwolenia na zmianę miejsca zamieszkania, w związku z czym byli oni szykanowani przez władze.
W 1722 wzniesiono syberyjską linię twierdz wzdłuż rzeki Irtysz, której elementami były m.in. forty (dziś miasta lub osiedla) leżące na terenie dzisiejszego obwodu nowosybirskiego: Ust-Tarskoje, Kujbyszew i Ubinsk.
W latach kolejnych, do końca 1. połowy XVIII wieku zasiedlono pozostały obszar dzisiejszego obwodu. Charakterystyczną cechą ówczesnego osadnictwa było to, iż powstające chutory i osady były bardzo małe – niekiedy składały się tylko z 2–3 zagród. Głównym zajęciem osiadłych tu Rosjan była uprawa zboża, myślistwo, rybołówstwo oraz przewóz.
Wkrótce znany przemysłowiec z Uralu, Akinfij Diemidow, zbudował tutaj pierwsze obiekty związane z hutnictwem. Prawdziwy rozwój metalurgii rozpoczął się dopiero od lat 1764/1765, kiedy w Suzuniu powstał wielki zakład metalurgiczny, który zajmował się m.in. biciem monet. W latach następnych postępowało osadnictwo rosyjskie, które znów generowało rozwój przemysłu, który z kolei ściągał kolejnych osaników. W ten sposób obwód nowosybirski został szybko skolonizowany.

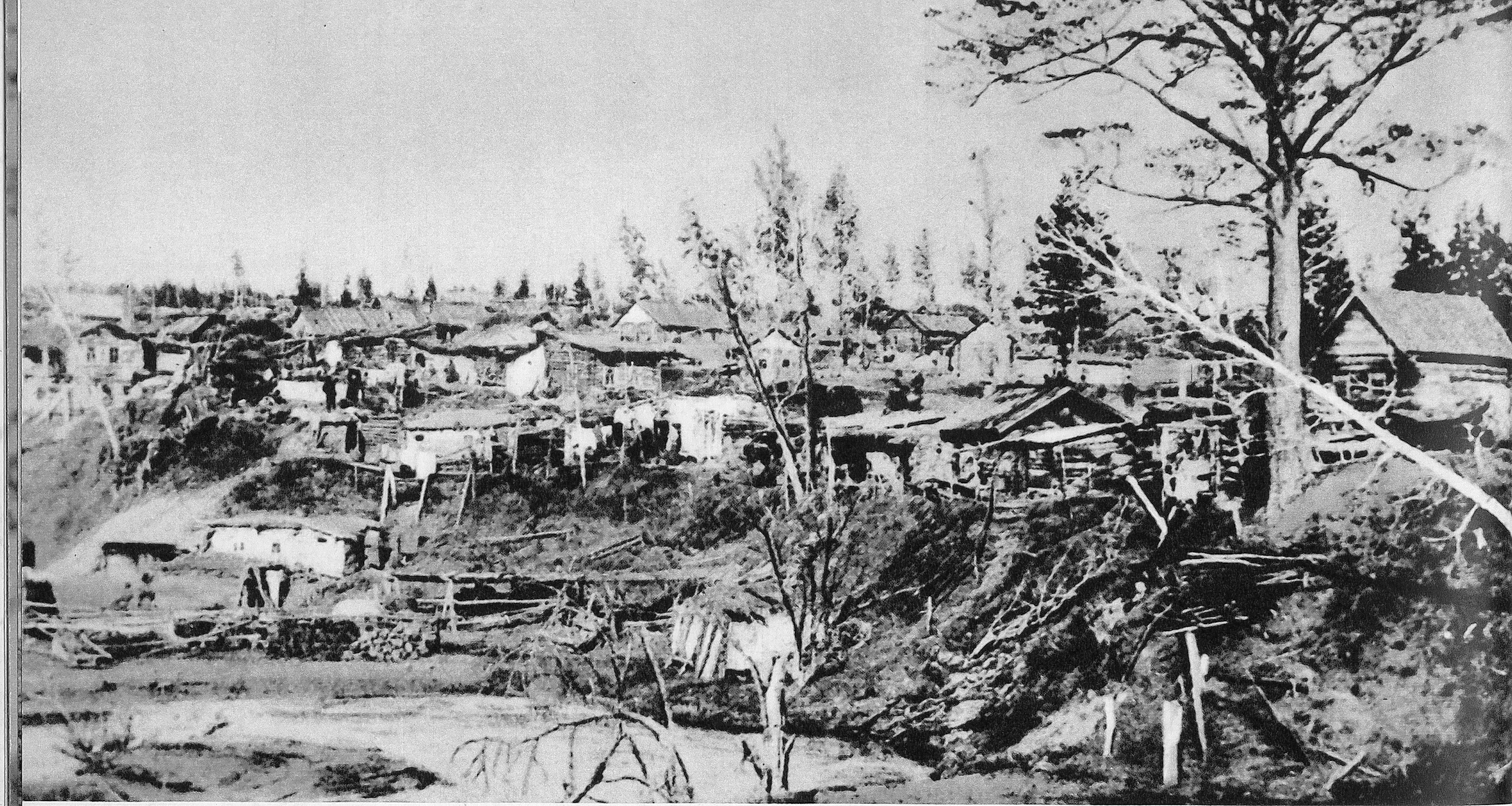
Nowosybirsk w 1895

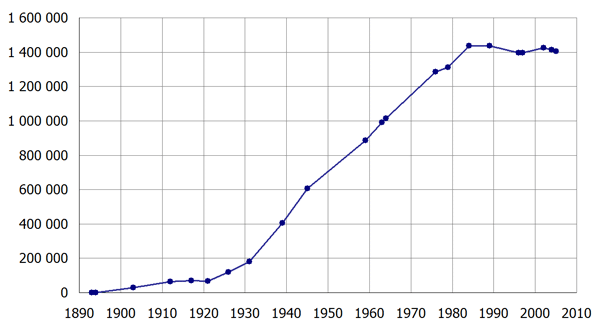
Zmiany populacji Nowosybirska

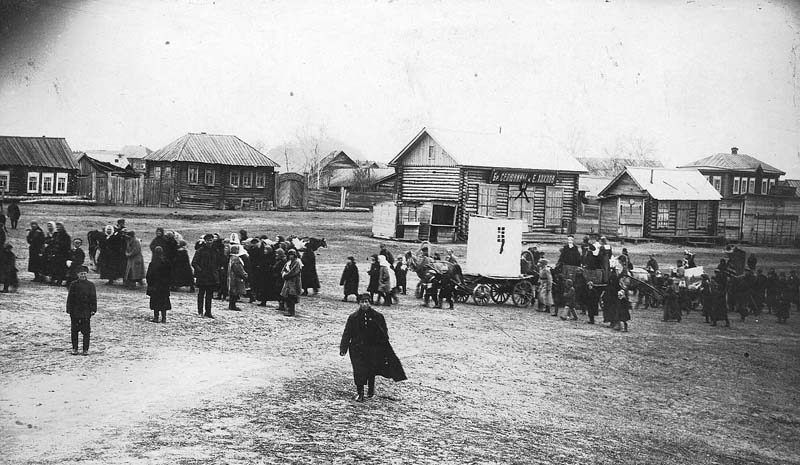
Archiwalne zdjęcie Bierdska (lata 20. XX wieku)

### Założenie Nowosybirska
W końcu XIX wieku przez teren obwodu przeprowadzono linię kolei transsyberyjskiej. W związku z jej budową w 1893 postawiono most na rzece Ob, przy którym w powstała niewielka wioska, zwana Osadą Aleksandrowską, którą w 1895 przemianowano na Nowonikołajewsk. Dzięki korzystnemu położeniu geograficznemu – na skrzyżowaniu ważnych szlaków komunikacyjnych: linii kolei transsyberyskiej, łączącej Syberię i europejską część Rosji i przy żeglownej rzece Ob, łączącej północ i południe Syberii – osada szybko się rozwijała. W 1909 otrzymała prawa miejskie.
W 1925 Nowonikołajewsk przemianowano na Nowosybirsk.

### Przynależność administracyjna i utworzenie obwodu
Do 1921 obszar dzisiejszego obwodu wchodził w skład guberni tomskiej. W latach 1921–1925 był częścią guberni nowonikołajewskiej, od 1925 Kraju Syberyjskiego, zaś od 1930 Kraju Zachodniosyberyskiego.
Obwód nowosybirski utworzono 28 września 1937. W 1943 z jego terytorium wydzielono obwód kemerowski, a w 1944 obwód tomski.

## Symbole obwodu
Herb obwodu nowosybirskiego jest zmodyfikowaną wersją herbu miasta Nowosybirsk – stolicy regionu.
Flaga przedstawia herb obwodu, a po jego bokach dwa pasy: po lewej – czerwony, po prawej – zielony.

## Tablice rejestracyjne
Tablice pojazdów zarejestrowanych w obwodzie nowosybirskim mają oznaczenie 154 lub 54 w prawym górnym rogu nad flagą Rosji i litery RUS.